# Oedipovalgus burgeoni
Oedipovalgus burgeoni är en skalbaggsart som beskrevs av Thierry Bourgoin 1921. Oedipovalgus burgeoni ingår i släktet Oedipovalgus och familjen Cetoniidae. Inga underarter finns listade i Catalogue of Life.